# Ōmijima
Ōmijima (japanisch 青海島, Oomijima oder auch Oumijima, „Blaues-Meer-Insel“) ist eine Insel in der Tsushimastraße, die zur japanischen Präfektur Yamaguchi gehört.

## Geographie
Die Insel hat eine Gesamtfläche von 14,95 km² bei einem Umfang von etwa 40 km. Die höchste Erhebung ist der Takayama im Westen der Insel, der 319,9 m erreicht.
Ein weiterer Berg ist der auf der Ostseite gelegene Yamashimayama mit einer Höhe von 248,7 m.
Die Insel gehört zur Stadt Nagato und liegt vor der Küste des Stadtzentrums Senzaki und innerhalb des Kita-Nagato-Kaigan-Quasi-Nationalparks.
Die Bevölkerung zählte im Jahr 2015 insgesamt 1806 Einwohner. Damit war sie stark rückläufig gegenüber 3309 Einwohnern im Jahr 1995.
| Jahr          | 1995 | 2000 | 2005 | 2010 | 2015 |
| ------------- | ---- | ---- | ---- | ---- | ---- |
| Einwohnerzahl | 3309 | 2873 | ?    | 1866 | 1806 |

## Kultur
Die Insel ist auf nationaler Ebene als Landschaftlich Schöner Ort ausgewiesen.
Im Osten befindet sich das Kujira-Museum („Walmuseum“).

## Verkehr
Die Insel ist im Südwesten über die Große Ōmibrücke mit dem Festland verbunden. Die 260 Meter lange Brücke wurde 1965 fertiggestellt. Die Präfekturstraße 283 führt von dort entlang der Südost- bzw. Südseite der Insel.